# Maitane Alonso Monasterio
Maitane Alonso Monasterio (Sodupe, Gueñes, Vizcaya, 7 de enero de 2001) es una joven investigadora española,  alumna de medicina en la Universidad del País Vasco (UPV/EHU).

## Trayectoria
Alonso Monasterio participó desde pequeña en campamentos organizados por la Fundación Elhuyar y en ferias científicas. Esto impulsó su interés por la ciencia y la creación de una máquina llamada “Envasado con Aire Tratado” con la finalidad de conservar los alimentos más tiempo, sin añadir productos químicos que pudieran ser nocivos para la salud. Con el apoyo de su familia en 2017, a los 16 años, se presentó en la Feria de Ciencias organizada por Elhuyar con el primer prototipo de la máquina y obtuvo el primer premio. Este premio le brindó la oportunidad de participar en la feria de ciencia para jóvenes, Exporecerca Jove, promovida por el equipo MAGMA, en Barcelona y volver a ser premiada. Además se hizo con el premio de la Societat Catalana de Biología y el reconocimiento Intel, que le valió la invitación a la final del campeonato del mundo de Ciencia y Tecnología, que se celebró en mayo en Phoenix. (Arizona, AEB). El proyecto obtuvo dos premios, la mayor distinción en Sostenibilidad y el segundo gran premio en la categoría de Microbiología. Llamó además la atención de la NASA, donde tuvo la oportunidad de presentar su proyecto.
En 2020 convirtió su sistema económico, rápido y sostenible de conservación de alimentos en una empresa, Innovating Alimentary Machines.
En 2021 ha participado en un acto de la campaña #NoMoreMatildas en la sede del Parlamento de España.

## Premios y reconocimientos
- En 2017, con 16 años obtuvo junto a su compañera Marta Cámara el primer premio en la feria de ciencia organizada por Elhuyar en el Mercado de Ciencia con su primer prototipo.[6]
- En 2018, en Barcelona, consiguió el primer premio y la mención por honor en la feria de ciencia para jóvenes XIX Exporecerca Jove entre los 115 proyectos de ciencia presentados.[7]
- En Chile, presentó su proyecto en la convención de ciencia ESI AMLAT (además de presentar el proyecto cantó versos en euskera y bailó el Agurra).[2]
- En mayo de 2019, en el campeonato del mundo de Ciencia y Tecnología que se celebró en Phoenix (Arizona, AEB) obtuvo dos premios, el de mayor distinción en Sostenibilidad y la segunda posición en Microbiología.
- Su start-up resultó finalista del premio Everis de España 2020.[8]
- Un asteroide y el laboratorio de un colegio de Bilbao llevan su nombre.[9]